# 조직생태학
조직생태학(組織生態學, organizational ecology)은 조직군의 진화를 설명하는데 중점을 두는 이론이다. 조직군생태학, 조직적 인구통계학(organizational demography), 조직인구생태학(the population ecology of organizations)이라고도 한다.

## 정의
조직생태학 이론은 오랫동안 조직군의 진화를 설명하는데 중점을 기울여온 이론이다. 생태군 또는 조직군(Population)이 분석의 단위이다. 생태군은 핵심속성이 유사하고, 따라서 공통적인 환경으로부터 오는 압력에 유사하게 반응하는 시간적 공간적으로 제한된 조직의 그룹이다. 이러한 정의는 특정 조직군에 속한 조직들은 조직화하는 템플릿이나 공통적인 조직형태를 공유한다는 아이디어에 기반한다. 형태란 적소(niche), 다시 말해 특정 형태의 조직이 존속하기 위해 요구되는 환경으로부터 나온 사회적, 경제적, 정치적 자원과 조건들의 집합으로 정의되는 개념과 관련된다
조직생태론자들은 다양한 종류의 조직을 연구해 왔으나, 초기 연구의 대부분은 상대적으로 단일의 조직형태나 조직군과 같은 단순한 생산품을 생산하는 조직군에 관심을 기울였다. 따라서 어떤 조직형태나 조직군은 산업분류에 따라 적합했으나 사회운동조직들(Social movement organizations)과 같이 전통적인 산업분류 개념에는 맞지 않는 문제가 발생했다. 다시 말해, 경험적으로 선택된 조직군이 조직형태라는 개념과 이론적으로 약한 연결고리를 형성하게 된 것이다.
정체성 접근(Identity approach)은 조직형태에 대한 개념화의 새로운 방법을 보여주었다. 특히 형태 복잡성(Form complexity)의 개념은 조직형태의 관점에서 조직군내의 이질성(Heterogeneity)을 이해하는데 매우 유하다
조직군 생태론은 형태복잡성과 이에 관련된 이질성을 포착하기 위해 시스템 접근(Systems Approach)을 결합한다. 조직군 생태론자들은 집합적인 조직정체성(collective organizational identities)이 조직형태안에 또 다른 조직 형태가 계층적으로 둥지를 튼 시스템일 수 있다는 점을 주장한다. 따라서 계층적으로 둥지를 튼 조직형태간에 상향적 또는 하향적 영향의 가능성을 강조한다. 그러한 체계적 구조는 이질성을 포착하면서 경험적으로 관찰되는 조직군의 실제 습을 잘 반영하는 것으로 보인다. 시스템 접근은 조직군 생태이론에서 조직 성장과 사멸을 설명하기 위해 사되는 주요논리로서 정당성(Legitimation)과 경쟁과정이 어떻게 - 복잡하고 이질적인 형태들로 특징지어지는 - 이질적 조직군내로의 조직의 진입 또는 생성의 역동적인 과정에서 진행되는가를 포착해내는데 매우 유하다.
또한 조직생태학 연구는 조직의 변화와 사멸에 관련된 일련의 생태적인 과정의 인과관계를 밝혀준다. 특히 조직생태학적 접근은 개별조직 중심(Focal Organization)의 정태적 연구를 벗어나 기업의 변화하는 모습을 동태적으로 포착할 수 있도록, 한 산업에의 참여 업체 전반에 대한 종단적 자료 분석을 시도한다. 이에 따라 시간의 흐름에 따른 조직 변화의 동태성을 살펴보며 조직의 진화에 대한 이해를 증진시킬 수 있게 해준다.

## 발전
1970년대 중반 이전에 조직을 연구하는 다수의 연구자들은 조직의 적응적 변화 즉, 내부적 의사결정의 프로세스에 중점을 두었던 것과는 달리 훠턴 스쿨(Wharton school)의 연구자인 윌리엄 에번(William M. Evan, ~ 2009년 12월 25일)은 이미 1966년에 인구 수준을 조직집합이라 일컫고, 인구 내에서 일어나는 개개의 조직의 상호작용에 초점을 맞춰 조직을 연구하였다. 외부적 환경요소와의 상호작용에 의해 영향을 받는다는 개방형 시스템(open system)적 인식은 일찍이 이뤄졌고 1960년대 이후 상황이론(Contingency theory)이 출현하면서 본격적으로 환경을 중심으로 둔 이론들이 출현하기 시작하였다.
번스(Tom E. Burns, 1913년 ~ 2001년)와 스토커(G.M. Stalker)는 영국의 전통적 섬유산업으로부터 급속하게 변화하는 첨단산업까지를 기술적 환경과 조직구조를 연관시켜 기계적 조직과 유기적 조직으로 구분하여 경험적으로 분석하였다. 기계적 조직이란 딱 맞아 떨어지는 기계처럼 공식화된 규범이나 중앙집중적 의사체계 및 위계구조를 지닌 관료적 특성의 조직을 의미하며 유기적 조직은 반대로 중앙집중도나 공식화의 정도가 낮고 구성원의 활발한 참여가 이루어지는 특성을 지닌다. 여기서 중요한 점은 이들이 구조가 달라지는 원인으로 조직의 ‘환경’에 착안하고 있다는 점인데, 비교적 안정되고 불확실성이 적은 표준화된 환경에서 활동하는 조직은 환경에 대한 요구가 상대적으로 안정되어 있기 때문에 조직이 보다 관료적 특성을 지니게 된다고 주장하였다. 번스와 스토커는 환경을 제도나 정책, 문화 등과 같이 외생적으로 주어지고 조직 전체에 동일하게 미치는 개념으로 한정하였다.
이들에 이어, 로렌스(Paul R. Lawrence, 1922년 4월 26일 ~ 2011년 11월 1일)와 로르슈(Jay W. Lorsch, 1932년 ~ )또한 환경과 조직구조간의 이론에 대해 연구하였다. 번스와 스토커의 이론과의 차이점은 환경의 영향이 조직 전체에 동일하게 미치는 것이 아니라 다양한 부서들이 각기 다른 하위환경들에 접하고 있다는 점이다. 이렇듯 각기 다른 환경의 요소는 조직 내부의 분화를 야기하는 주요 원인으로 작용하는데 여기서 ‘전략적 상황이론’이 도출되게 되었다. 즉 기술이나 시장 환경의 급속한 변화에 따른 불확실성은 조직에게 제약요인이기도 하지만 동시에 기회가 되기도 한다는 것이다. 이런 전략적 상황이론의 논리는 각기 다른 상황에 따른 조직의 내적 분화가 단순한 분화가 아닌 권력분화로 이어지게 되는 연결고리를 제공한다.
1970년대에 이르러 조직과 환경 뿐만 아니라 생물생태학의 진화론으로부터 크게 영향을 받은 조직생태학이 크게 유행하였다. 조직군생태학이론의 선구자인 해넌(Michael T. Hannan, 1943년 7월 14일 ~ )과 프리먼(John Freeman, 1944년 7월 21일 ~ 2008년 3월 3일)은 ‘왜 많은 조직이 존재하고 있을까’라는 질문을 던지며 조직이 환경에 대한 적응보다도 환경에 의한 ‘선택’에 초점을 맞추고 있다. 그리고 이에 대한 대답들이 조직군생태학 이론의 기본 틀이 되는데 조직유형의 다양성은 환경적 특성과 조직간의 적합에 근거한 환경의 분별적 선택에 의해 나타나며 이는 환경에 적합한 조직유형의 생성, 성장, 쇠퇴, 사멸과 같은 생태적인 결과로 표출된다.
이런 시각에서 올드리치(Howard E. Aldrich, 1943년 ~ )의 주장을 비롯하여 조직군생태학이론의 특징들에 대한 내용을 찾아보면 크게 3가지 정도로 요약할 수 있다.
첫 번째는 조직군생태학이론이 조직변동의 중심적 요인으로 조직내부과정보다는 자원분포 등을 비롯한 환경적 특성에 보다 관심을 갖는다는 것이다. 조직군생태학 이론에서 바라보는 조직변동은 크게 선택(Selection) – 적응(adaptation) – 변화(Random change/transformation)의 단계로 이루어지는데 기존 합리적 · 내부적 시각과 달리 조직은 불확실한 환경의 변화에 대해 합리적이고 유연하며 빠른 인지와 적응을 하지 못한다.
이를 대표적으로 설명하고 있는 것이 ‘구조적 관성(Structural inertia)’의 개념인데 조직들은 적응한 환경이 또 다시 변화할 때 변화한 환경에 적응하려 하지만 그 시도는 항상 원하는 대로 또는 성공적으로 이뤄지지 못하며 오히려 성공하지 못하고 사멸에 이르는 경우가 훨씬 많다. 이는 조직이 변화에 대면하여 다양한 구조적 관성을 야기하기 때문인데 조직 내적 요인으로는 이미 투입한 매몰비용(Sunk Cost), 정보유통과 처리과정에서의 제한, 시장 진입 및 탈퇴에 대한 법적· 정치적 장애, 정당성의 위기 등에 의해 작용하는 조직 내 보호성향들 때문이다 때문에 조직군생태학 이론은 결국 조직들이 변화하는 메커니즘으로 기존 조직의 혁신보다는 차별적 선택에 따라 조직들이 세대교체를 이루어 낸다는 점을 제시하고 있다.
두 번째 특징은 이런 선택적 메커니즘에 주목함으로써 조직군생태학이 개별적인 조직보다 거시적인 조직군에 초점을 맞춤으로 분석수준에 대한 방법론적 전환을 이루어 내고 있다는 점이다. 여기서 조직군이란 ‘동일한 조직형태를 공유하거나 동일한 환경에 의존하는 조직들의 집합으로서 한 산업에 속한 조직들이 그 대표적인 예라고 할 수 있는데, 조직군으로 조직을 분류함으로써 군집 내 또는 군집 간 조직행동을 보다 정확히 설명해낼 수 있는 장점이 있다. 일단 조직이 군집화 되면 군집, 적소(niche), 환경 간 동태적 관계와 장기적인 조직생존을 볼 수 있는 장점이 있으며 이런 측면에서 조직군생태학은 개별 조직의 환경에 대한 적응이나 변화보다는 조직군 수준의 변이, 다양성, 특성 등에 초점을 둔다.
마지막으로 조직군 생태학은 조직들이 형성되어 나오는 역사적 맥락, 특히 거시사회적인 정치경제적 조건에 대하여 관심을 두기 때문에 장기적인 변화에 걸친 진화적 변화과정을 주요한 연구대상으로 삼는다는 점이다. 이는 사회과학에서 대부분의 인과적인 설명들이 종단적인 시간차원에 따른 방법론적 설계를 요구하나 실질적으로는 횡단적 연구설계를 통하여 인과론적인 추론을 하고 있다는 문제의식에서 출발하고 있다. 여기서 말하는 ‘장기적’ 이란 하나의 조직군이 처음 등장해서 연구 시점에 이르기까지 변화해 온 전체 생애사(life history)를 포괄하는 개념으로 사회적 조건의 변화가 어떻게 새로운 조직과 조직형태를 발생시키고 조직의 변화를 만들어내며, 조직이 사멸해가는 비율에 영향을 주는지에 대한 기존 생태학적인 연구들은 조직군생태학 이론이 거시조직이론으로 분류되는 이유가 되기도 한다. 조직 생태학은 1970년대 후반에 거의 동시다발적으로 등장한 거시적 조직이론의 여러 패러다임들 중, 산출된 연구의 수량과 연구방법론의 발전이라는 측면에서 대표적인 이론인 것이다.
1976년에는 에릭 트리스트(Eric Trist)는 인구 생태학을 “그들의 상호작용이 전체 분야 수준의 시스템을 구성하는 다수의 조직들에 의해 만들어진 조직 분야에 대한 연구”로 정의했다. 그는 또한 내부적으로 관료주의적 규제와 생태학적(공동체 환경) 규제를 둘 다 갖고 있는 폐쇄형 시스템보다는 개방형 시스템의 일부인 인구와 개개의 조직들에 중점을 둔 조직 연구 조사를 지지했다. 1977년 해넌과 프리먼의 사회학 저널 “조직의 인구 생태학(The population ecology of organizations)”과 1989년에 개정된 “조직생태학(Organizational Ecology)”이라는 책에서 설명된 인구 생태학 이론의 첫번째 명백한 공식은 조직이 경쟁하는 환경과 자연도태와 같은 과정이 어떻게 일어나는지를 조사하는 것이다. 즉, 이 이론은 조직의 죽음, 새로운 조직의 탄생, 그리고 조직의 성장과 변화를 다룬다. 환경에 적응하려는 조직들의 노력과 상관없이 환경은 스스로 최적인 조직을 선택하므로 환경과 조직간의 구조동일성은 필연적이라고 보고 있다.
또한 앞서 말했듯이, 조직군 생태론은 조직현상을 이해하는 데 가장 의미 있는 단위를 개별 조직이나 조직간 관계가 아니라 전체 조직군과 공동체(community)라는 거시적 관점에서 신생조직의 불리함(liability of newness), 자원분할(resource partitioning), 밀도의존성(density dependence) 등 여러 가지 중요한 이론들을 제시하고 실증적으로 분석하여 왔다.
이러한 과정을 거쳐 조직 생태학은 수년에 걸쳐 조직 연구의 주요한 분야 중 하나가 되었고, 그것의 실증적이고 양적인 성격 때문에 잘 알려져 있다. 생태학연구는 주로 큰 규모로 이뤄지며, 종단 연구로 진행된다.
The Demography of Corporations and Industries by Glenn Carroll and Michael Hannan (2000) and Logics of Organization Theory: Audiences, Codes, and Ecologies by Michael Hannan, Laszlo Polos, and Glenn Carroll (2007), 이 저서들은 조직생태학의 다양한 이론에 대한 가장 포괄적인 개요와 방법들 제공한다.
조직생태학 연구자들로는 Michael T. Hannan, John H. Freeman, Glenn R. Carroll, Terry L. Amburgey, Laszlo Polos, Gabor Peli, Olav Sorenson, Jacques Delacroix, William P. Barnett, Christophe Boone, James B. Wade, Joel Baum, Henrich Greve, Heather Haveman, Alessandro Lomi, Anand Swaminathan, Giacomo Negro, Filippo Carlo Wezel, and Stanislav Dobrev 등이 있다.

## 주요 관심사
조직생태학은 사회 세력들이 어떻게 영향을 미치는지에 초점을 둔다.
- 새로운 조직적 형태의 발생비율
- 조직 및 조직형태의 붕괴 비율
- 조직 구조의 변화 비율[14]

## 전망
조직생태학은 조직론에 도입된 지 얼마 되지 않았으면서도, 이를 보완하는 개체군 관점이나 이러한 관점을 더 확대하여 공동체적 관점으로 그 연구가 진행될 전망이다. 개체군 및 공동체적 관점은 그 분석단위로서 조직개체군이나 공동체를 적용함으로써, 환원주의보다는 신비주의적 맥락에서 조직현상을 파악할 필요가 있음을 암시하고 있다. 이러한 의미에서 조직군 생태학이론, 나아가서 개체군 관점 및 공동체 관점은 조직에 대하여 생태계 내에서 살아있는 실체와 그 활동과정으로 관찰할 수 있는 가장 적합한 이론을 조직론에 제공해 주고, 그것을 발전시키는 데 충분히 기여할 것이라고 본다.

## 조직의 사멸
조직생태학은 조직을 지원하는 환경과 그 환경 속에서 조직의 성장과 사멸에 관심을 갖는다. 이러한 것들은 조직의 사멸이라고 부르는 것들과 연관된다.

### 구조적 관성과 변화
일반적인 조직 이론이 조직의 환경적응을 강조한 반면, 조직군 생태학 이론은 생물학적 적자생존 개념을 이용하여 조직 내부의 구조적 요인과 외부 환경 요인에 의해 환경에의 적응이 제약받으며, 조직군의 변화는 환경도태(selection)에 의하여 야기된다는 관점을 취했다. 내부의 구조적 요인은 투자와 매몰비용, 결정자를 위한 정보의 유용성, 조직 문화와 같은 정치적 규제, 그리고 조직 역사를 포함한다. 외부적 규제는 시장 진입과 퇴출에 관한 법률에 관련된 것과 국가 재정의 장벽, 환경에 관련된 정보의 유용성, 외부적 합당성, 그리고 집단의 합리성과 전략을 포함한다.
이 관점에 의하면 일정한 환경 속에서는 재생산능력이 높은 조직이 유리하기 때문에, 이러한 과정에서 성공한 개별 조직은 그 대가로 구조적 관성을 갖게 된다는 것이다. 이러한 초기의 조직생태학은 조직군 수준의 변화에 주목하여 조직의 생성과 사멸에 관심을 두었고, 개별 조직 수준의 변화에는 무관심했던 것이 사실이다. 그리고 관성에 대한 경직된 이해로 인하여 개별조직은 변화하기 힘들며, 만약 변화하더라도 불리한 결과를 가져온다는 입장이었다.
그러나, 이러한 초기 조직생태학의 기본 가정처럼 변화가 실패를 가져온다면 현실 경영에서의 많은 조직들이 왜 그렇게 변화를 위해 노력하는가를 이해할 수 없게 될 것이다. 이러한 점에 주목한 80년대 후반의 수정관점은 구조적 관성에 대한 재해석을 통하여, 조직의 생성과 사멸뿐만 아니라 조직 변화를 고려하여야만 조직군의 진화 현상에 대하여 충분히 이해할 수 있다고 주장한다. 조직 변화에 주목하면 구조적 관성은 조직들을 둘러싼 환경과 조직들의 행동실행가능성 간의 대응관계로서 조직이 환경의 변화 압력에 대하여 보이는 반응 정도와 대비되는 개념으로 이해된다. 즉 구조적 관성은 조직의 불변성을 말하는 정태적 개념이 아니라, 상대적 개념으로 파악되어야 한다는 것이다. 조직은 환경이 불변할 때에는 학습에 의해 획득한 일관성을 유지함으로써 구조적 관성을 갖게 되고 이러한 관성에 의해 경쟁력을 가지게 되나, 환경변화에 따라 환경적합성과 경쟁력이 상실되면 조직은 변화를 추구할 가능성이 높다.
따라서 '변화는 발생하기 어려울 뿐 아니라 위험하다‘는 초기의 논의는 "어떤 조건 하에서 조직은 변화하게 되며, 또한 이러한 변화가 실제로 조직에 해로운 결과를 가져오는가 아니면 유리한 결과를 가져오는가"라는 주제를 보다 심층적으로 검토되어야 함을 피력하고 있다. 이와 같은 구조적 관성에 대한 재해석 과정을 통하여 조직생태학은 개별조직과 조직군 변화에 대한 종단적인 연구를 하고 있다.

### 조직의 밀도와 사멸
조직 생태학은 로트카-볼테라 방정식(Lotka-Volterra equation)의 로지스틱 성장 모형에 의해 한 산업의 동태성을 참여업체의 밀도를 통해 고찰한다. 산업에의 진출입 상황을 나타내는 참여업체의 숫자는 곧 그 산업의 정당성과 경쟁 상황을 보여줄 수 있기 때문이다. 브리턴(Jack W. brittain)과 프리먼은 이를 바탕으로 하여 조직 전략의 환경 도태에 있어서의 밀도의존성 개념을 도입하게 된다. 산업 형성 초기에는 사멸률이 높다가 정당성의 획득에 의해 사멸률은 낮아지게 된다. 그러나 밀도가 높아지면 경쟁이 치열해져 다시 사멸률이 높아진다는 것이다.그러므로 사멸률은 밀도가 성장함에 따라 처음에는 낮아지다가 다시 높아지는 U자형의 곡선을 그리게 된다.

### 환경수용능력과 사멸
환경수용능력(environmental capacity)은 환경 내에서의 가용자원 수준을 나타내주는 것으로서, 이것이 높을 때는 사멸률을 낮추게 될 것이다. 즉 환경수요능력의 확대는 경쟁압력을 감소시키게 된다. 또한 가용자원 획득의 용이함은 기업의 주요한 지탱물로써 작용할 것이며 존립의 근거가 될 것이다. 이러한 환경수용능력을 통하여 기업이 어느 정도의 성장가능성과 자원 제공을 받을 수 있는 거라는 환경풍요성(munificence)을 살펴볼 수 있을 것이다.

### 환경변동성과 사멸
환경변동성(environmental variability)은 환경요소들의 변화정도를 말한다. 높은 환경변동성은 기존의 관성을 진부화시킴으로써 새로운 조직의 출현 가능성을 높이고 기존 조직의 변화를 요구한다. 즉 환경변동성이 높아지면 이전의 자원분포 유형이 달라지며, 이에 의존하던 조직은 사멸할 가능성이 높아지게 된다 즉 구조직의 불리(liability of aging)를 가져오게 한다는 것이다.
예를 들어 기술과 지식은 첨단산업인 컴퓨터 제조업에 있어서 가장 기초적인 자원이다. 따라서 컴퓨터 산업에서의 환경변동성은 기술혁신 등을 통하여 살펴볼 수 있을 것이다. 컴퓨터 산업의 역사에서 나타난 것과 같은 급격한 기술 혁신의 움직임은 기존 기술의 진부화를 가져왔으며, 이에 효과적으로 대응하지 못한 기업의 생존은 위협받을 것이다.

### 조직전략 변화와 사멸
조직생태학에서는 조직개편의 추구과정은 성과의 신뢰성을 감소시킴으로써 사멸률을 높인다고 주장한다. 그리고 조직의 변화는 기존의 신뢰성과 예측가능성을 상실케 하므로 신생 조직의 불리를 낳는다고 한다. 이와 같이 조직생태학의 관점에서는 변화 자체가 위험하다는 것과 함께 시도한 변화의 내용이 과연 환경에 적합할 것인가도 문제제기 하고 있다.
더구나 "조직의 변화속도는 환경변화속도에 비해 상대적으로 느리다"는 입장에 서 있기 때문에 조직의 변화정도는 환경의 변화속도를 따라가지 못한다고 본다. 그러나 변화가 실패할 가능성이 많더라도 이러한 위험을 무릅쓰고라도 변화할만한 가치가 있는 경우가 있다는 점을 제기할 수 있다.

### 적소이론(틈새이론)
조직환경의 연구와 관련하여 인구생태론자들이 발전시키고 있는 또 하나의 핵심개념이 바로 적소이론(niche theory)이다. 적소(適所)란 사전적으로는 ‘적합한 장소’라는 뜻이다. 적소는 생물학에서 유래한 개념으로 자원을 보유 하고 있는 환경의 영역들 중에서 특히 아직 어떤 종에 의해서도 점유되지 않은 부분을 말한다. 생태학에서는 생물이 생존하기 위해 필요한 환경적 요구조건의 총체를 의미하며 사회과학에서는 특정한 사회조직이 생존을 위해 의존해야 하는 환경 자원의 조합이라고 본다.
즉, 적소는 하나의 조직이 유지되고, 활동하고, 상호작용 하는 장 또는 행위 공간이다. 적소는 1차적으로 모집단, 환경, 자원이라는 세 가지 개념을 통해 구체화 되는데, 앞으로 우리가 공유할 사회과학에서의 조직군이란 집단의 목표에 따라 상대적으로 동질성을 유지하는 공동체이다. 이러한 모집단을 둘러싼 외부를 통틀어 환경이라고 하며, 여러 자원을 포괄하는 일련의 적소 차원들의 집합이라고 볼 수 있다. 특정 모집단의 생존과 직접적인 관련을 맺고 조직의 유지,경쟁 및 생존을 위해 획득해야만 하는 환경 요소들을 자원이라고 부른다.
적소이론에서는 한 모집단이 환경에서 차지하는 위치와 타 모집단과의 상호관계를 적소의 개념으로 설명한다. 환경이론에 의하면 조직의 생존전략은 크게 나누어 두 가지 형태를 생각해 볼 수 있다. 즉, 직접적인 생존 경쟁을 통해 승리하는 방법과, 아직 다른 조직에 의해 점령되지 않는 새로운 적소를 찾아 자기 자신을 거기에 재빠르게 적응시키는 전략이 있다.
조직생태학에서의 적소 개념은 어떠한 조직유형이나 형태를 존속하도록 하는 정보, 물질, 고객 등과 같은 환경 자원들의 조합으로 정의된다. 이러한 추상적인 적소 개념은 어떠한 조직유형이나 형태를 존속하도록 하는 정보, 물질, 고객 등과 같은 환경 자원들의 조합으로 정의된다. 이러한 추상적인 적소 개념은 N-차원이라는 다차원적인 자원공간으로 구성되며, 각 차원은 적합한 환경조건을 나타낸다.

### 밀도 의존성
조직생태학의 여러 이론 중 기업 사멸과 가장 관계가 깊은 것은 밀도의존성이론이다. 밀도 의존성이론은 두 가지 기본개념과 연관된다. 기업 밀도와 사멸률 사이에는 비단조적(Non-monotonic) U형 관계를 나타내고 있다. 이런 U형관계에는 기업정당성의 확립 과정과 경쟁가속화과정이 포함되어 있다. 정당성의 확립 과정으로부터 보면, 기업 밀도가 비교적 낮은 산업 진화 초기 단계에서 기업 사이에 외부경제이익이 존재하기에 기업의 밀도 증가는 기업의 정당성 확립에 유리할 것이며, 기업 사이에는 이익 상호 보완관계로 나타나 사멸률이 낮아질 것이다. 그러나 산업 진화가 후기 단계에 진입하면, 기업 밀도의 증가는 기업 사이의 경쟁 가속화를 초래할 것이다. 경쟁 정도는 각 기업에서 요구하는 자원의 유사 정도에 달려있다.
바넷(William P. Barnett, 1958년 ~ )과 캐롤(Glenn R. Carroll, 1953년 7월 18일 ~ )의 관점에 의하면, 산업진화과정 속에서 기업 사이의 상호 영향이 부정적인 작용으로 나타날 때, 이런 기업 사이에는 경쟁관계가 형성된다고 한다. 반대로 기업 사이의 상호 영향이 생존능력을 제고하는데 유리하면, 이런 기업 사이의 관계는 호혜의 관계를 형성한다. 기업 사이의 이런 호혜 관계는 동일한 업종의 개체군 내의 개별적인 기업 사이에 존재할 뿐만 아니라 서로 다른 업종의 개체군의 개별 기업 사이에도 존재한다.
해넌과 프리먼은 신제도이론과 조직생태학을 인구밀도와 기업사멸률 사이의 관계 모형으로 제기하였다. 이 모형에 의하면 인구 밀도와 기업사멸률 사이의 관계는 정당성과 경쟁성의 두 개의 대립 과정으로 표현된다. 산업 진화의 초급 단계에서 인구 밀도의 밀도가 비교적 낮고 기업의 정당성이 부족하기에 자금 제공자, 공급 업자와 노동력의 측면에서 지지를 얻기 힘들다. 밀도가 비교적 낮을 때, 새로운 기업 수량의 증가는 동일 업종에 종사하는 기존기업의 정당성을 강화하는데 유리함으로 생존의 제도 기초를 제고하여 생존 능력과 생존율을 제고한다. 그러나 산업이 진화하여 후기에 이를 때, 동일한 사업에 종사하는 기업이 증가함에 따라, 같은 업종 내의 경쟁이 격렬해지면서 기존기업의 생존능력을 약화시킨다. 여기서 같은 업종 내의 경쟁이란 동일 구역 내 동일산업 및 기업 사이의 경쟁을 말한다. 같은 업종의 경쟁은 동일산업 내 기업의 자원 수요의 유사성으로 인해 나타난 것이다. 기업 사이에 수요 되는 자원이 비슷하면 할수록 경쟁이 더욱 심하다.
따라서 기업 사이의 경쟁 정도는 수요 자원의 중첩 정도와 밀접한 관계를 가지고 있다. 같은 업종 내 일정한 지역의 기업이 그의 경쟁상대와 비슷하면 할수록 직면하는 경쟁이 더욱 심할 것이다. 그러나 기업규모와 기업 특성 유형에 따라, 예를 들면 특기, 상품, 능력, 가격, 기업의 위치 등이 다름에 따라 경쟁 상대들이 기업사멸에 미치는 영향이 다르다.
해넌과 캐롤에 의하면 산업 진화의 초기 인구 밀도의 증가는 같은 업종의 개체군 내 특정기업 정당성의 확립에 긍정적 영향을 일으켜 기업의 생존가능성을 제고하는 결과를 가져온다. 그러나 산업 진화가 후기 단계에 들어섰을 때 더욱 많은 기업들이 이 산업에 진입함으로써 산업 내 경쟁은 초기보다 격렬해 질 것이며 경쟁의 결과 기업의 생존가능성은 낮아질 것이다. 이에 인구 밀도 내 기업 밀도가 생존에 대한 영향은 비단조성(Non monotonic)으로 표현된다. 바꾸어 말하면 기업의 정당성을 확립하는 과정에서 저밀도일 때는 기업생존율을 제고하는 요소로 나타나지만 고밀도일 때는 경쟁관계는 기업퇴출율의 요소로 작용을 일으킨다.

### 규모 의존성
초기투자규모로 볼 때, 초기투자규모가 작은 기업과 비교하면, 초기투자규모가 큰 기업은 일반적으로 더욱 높은 신뢰성과 예측가능성을 가지고 있다. 이는 외부이익관련자의 신임을 얻는데 유리하기에 기업으로 하여금 비교적 빨리 정당성의 지위를 확립할 수 있게 한다. 이외, 대규모의 초기투자는 기업 경영규모의 최적화를 실현하는데 유리하며 소규모 기업은 이런 측면에서 왕왕 불리한 위치에 처해 있다.

#### 소규모기업의 생존불리성
생태조직이론에서 보통 규모 의존성을 소규모 기업의 생존불리성으로 정의한다. 이는 기업 규모와 기업사멸 사이에 정반대 관계가 존재한다는 의미이다. 올드리치와 오스터(Ellen Auster)에 의하면, 소규모기업은 대규모기업에 비해 선명한 생존불리성을 가지고 있다. 그 원인으로는 세 가지가 있다.
- 첫 번째, 대규모 기업에 유리한 법규 제도는 소규모기업의 지위를 더욱 악화시킬 가능성이 있다.

- 두 번째, 소규모기업은 정부와 교섭하는 과정에서 더욱 많은 제약을 받을 것이다.

- 세 번째, 소규모기업은 대규모기업과 같이 장기적이고 안정적인 고용관계를 제공할 수 없기에 우수인력자원을 유치하는데 불리한 위치에 처해 있다.

오드레치(David B. Audretsch, 1954년 11월 15일 ~ )와 마흐무드(Talat Mahmood)는 소규모기업은 대규모기업에 비해 환경적응방면에서 뚜렷한 불리성을 가지고 있는데, 이런 환경의 불확실성이 높고 경영실적이 불량한 상황에서, 저항할 재정자원이 부족한 소규모기업은 더욱 쉽게 시장에서 퇴출된다. 보통 충족한 재정자원은 외부환경 불확정성이 가져다 준 소규모기업의 불리성을 극복할 수 있다.
이 외에도, 기타 학자들도 여러 측면에서 소규모기업의 생존불리성이 광범위하게 존재한다는 것을 증명하였다. 예를 들면, 스틴치콤(Arthur Stinchcombe, 1933년 5월 16일 ~ )는 투자국 시장진입이 초기인 소규모 기업은 고객, 공급자 그리고 기타 이익과 연관된 사람과의 약속이 선명하게 부족하고, 기업외부환경지식과 정보 장악이 충분하지 않을 뿐만 아니라 고객과 공급자와의 관계 등 문제를 처리함에 있어 능력이 부족하다고 여겼다.
해넌과 프리먼은 소규모기업은 국제생산경영경험이 부족하기에 생산경영활동을 최적 상황에 도달하기 힘들며 또한 상품의 품질에 대해 일관성 있게 유지하는 능력이 부족하는 것도 경영 실패의 원인이 될 수 있다고 한다.
게로스키(Paul Geroski, 1952년 10월 18일 ~ 2005년 8월 28일)의 연구결과에 의하면, 기업 초기투자규모의 경제성은 기업 생존에 정의 영향을 일으킨다. 이런, 대규모의 초기 투자는 최적화경영규모에 도달하지 못한 기업의 원가 상의 열세를 낮춰주기 때문이다. 이와 비교하면, 소규모기업은 이 방면에서 왕왕 열세에 처해 있다.

### 연령 의존성

#### 신생기업의 생존불리성
조직생태이론에서 신생기업의 생존불리성은 기업 사멸 문제를 연구하는 중요한 변량의 하나이다. 신생기업의 생존불리성이란 연령이 비교적 많은 기업과 비교할 때, 신생기업은 보편적으로 쉽게 사멸하거나 혹은 사멸가능성이 더욱 크다는 것을 말한다. 여러 연구에서 나타났듯이 신생기업의 생존불리성을 유발하는 원인은 여러 가지이다.
스틴치콤은신생기업을 연령이 비교적 많은 기업과 비교하면, 생존불리성이 더욱 많기에 더욱 높은 사멸률이 나타난다고 하였다. 이런 불리성을 생산하는 원인은 주로 네 가지 측면이 있다.
- 첫 번째, 신생기업은 새로운 역할에 필요한 지식과 지능을 배워야하는데 이 시기에 신생기업은 쉽게 큰 착오를 범한다.
- 두 번째, 신생기업의 정통성이 아직 확립되지 못하였기에 경영효율이 낮아지게 된다.
- 세 번째, 신생기업은 운영을 하기 위해 외부와의 광범위한 연계를 건립할 필요가 있다. 그러나 신생기업은 보편적으로 고객, 공급업자 등 외부이익관계자와의 신뢰부족으로 사회화 과정에 불리성을 가져 온다.
- 네 번째, 신생기업은 고객과 견고한 관계를 신속하게 맺기 힘들기에, 두터운 고객층을 가지고 있으며 연령이 많은 기업과 유효한 경쟁을 하기에는 불리하다.

스틴치콤 이후 여러 학자들이 이 문제에 대해 연구를 진행하였다. 예를 들면, 해넌과 프리먼은 환경의 우승열패 과정에서 신뢰도와 예측가능성이 비교적 높은 기업은 상대적으로 유리한 생존 위치에 처해있다고 했다. 이는 환경이 고도의 신뢰성과 예측가능성이 있는 기업을 선택하는 경향이 있기 때문이다. 바꾸어 말하면, 환경선택과정에서 업적이 불안정하고 신뢰도가 높지 않은 기업과 정통성이 부족한 기업은 쉽게 도태된다. 왜냐하면 이런 기업의 능력 및 미래에 대한 약속은 환경가운데서의 관건적 요소의 의심과 불신임을 받기에 그들은 자원획득에서 어려움을 겪으면서 우선적으로 도태된다.
싱(Jitendra V. Singh)와 럼스덴(Charles J. Lumsden)의 관점에 의하면 신생기업의 불리성을 유발하는 주요 원인은 두 가지 측면에서 표현된다고 한다.
- 첫째, 신생기업은 새로운 역할에 필요한 지식과 경험을 배울 필요가 있는데 이는 비교적 긴 시간의 노력이 필요하다.
- 둘째, 학습과정에 상당히 많은 수량의 자원의 투입이 필요하다.

이 외에, 다이크(Lorraine S. Dyke), 피셔(Eileen M. Fischer)와 로이버(A. Rebecca Reuber), 쇼운지(Linda B. Shonesy)와 걸브로(Robert D. Gulbro)는 신생기업은 보통 자신의 업무와 산업 환경에 대한 이해가 부족한데 이런 경험과 지식의 부족은 신생기업 경영 실패의 중요한 요소라고 말했다. 더 나아가, 신생기업은 일반적으로 기업운영에 필요한 특유의 능력이 부족하다고 여긴다.
예를 들면, 적합한 관리방식, 조절능력, 관리경험 등의 부족은 일반적으로 기업경영실패의 중요한 원인이다. 종합하면, 연령이 많은 기업과 비교했을 때, 신생기업이 더욱 쉽게 사망하는 것은 주요하게는 그들에게 기업을 안정시킬 수 있는 정당성 있는 지위가 부족하고, 기업 외부로부터 충분한 재력 자원을 획득하지 못한다. 뿐만 아니라 광범위한 환경에 대한 적응능력이 만들어져 있지 않아 제한적인 학습능력과 환경에 대한 영향력을 가지고 있다. 신생기업의 사회적 지위가 낮아 구성원들은 새로운 역할에 적응을 하지 못하고 외부경제파동, 경쟁, 예견할 수 없는 기술변화 등의 제약을 쉽게 받을 것이다. 반대로 오래된 기업은 그들의 신대내용(信貸內來容), 상품 경로, 제품 라인 등 방면의 우세를 이용하여 신생기업에 쉽게 경쟁압력을 가한다.

#### 성장기의 생존불리성
1990년대 이후, 조직생태학은 신생기업 불리성의 연구에 새로운 변화를 가져왔다. 신생기업 불리성의 연구에서 기업 생장주기요소를 추가하여 성장기의 생존불리성이라는 새로운 개념을 제기하였다.
- 신뢰성(Reliability)이란 기업이 예정한대로의 품질을 가진 상품을 반복적으로 생산할 수 있는 능력을 말한다. 외부환경이 극도로 불안정한 상황에서, 신뢰도는 생산효율보다 더욱 쉽게 기업외부이익관계자의 인정을 받는다는 것이 보편적인 인식이다. 따라서 신뢰도는 기업생존능력의 제고에 유리하다.
- 예측가능성(Accountability)이란 기업이 자신의 자원이용방식의 결정과정에 대한 복제의 능력을 말한다. 이런 복제능력을 가지려면, 기업은 자원의 합리적인 배치와 조정을 보증할 수 있고 또한 연속성을 가진 일련의 제도와 규칙을 건립할 필요가 있다.

신뢰성과 예측가능성은 기업구조가 가지고 있는 고도의 복제가능성을 보증하였다.
브뤼델레(독일어: Josef Brüderle)과 쉬슬러(독일어: Rudolf Schüßler)에 의하면 신생기업은 보통 일정한 수준의 초기자원에서 출발하여 성장기에 진입한 것이기에 신생기업의 성장기 사멸률은 초기자원 함유 상황에 의해 결정된다. 신생기업은 원시자원의 상황이 다름에 따라, 1~15년 사이 사멸률의 최고치에 달할 수 있으며 이후 연령의 증가에 따라 사멸률은 점차적으로 낮아지게 된다. 성장기의 불리성은 기업 연령 및 사멸률 사이에 역 U자형 특징으로 나타나게 한다.
피치먼(Mark Fichman)과 레빈탈(Daniel A. Levinthal)은 이와 비슷한 관점을 제기하였다 그는 초기자원은 신생기업의 사멸률을 낮추는 데 유리하기에 신생기업으로 하여금 일정한 시기의 밀월기를 지낼 수 있게 한다고 여겼다. 초기 자원을 끊임없이 소비하며 밀월기가 끝나면 신생기업의 사멸률은 최고치로 상승한 후 낮아진다. 이는 설립초기의 기업은 일정한 시기동안 비교적 낮은 사멸률을 나타내지만 성장기에는 사멸률의 최고치에 도달한 다음 점차적으로 낮아진다는 것이다.

#### 성숙기의 생존불리성
기업사멸과 연령 사이의 관계 측면에는 위의 관점 이외에, 성숙기의 생존불리성이라는 관점이 있다. 이는 기업변혁에 초점을 맞춘 개념이기 때문에 위에서 제기한 두 가지 개념과 다르며 성숙기의 불리성은 또한 기업변혁의 불리성이라고도 부른다. 성숙기의 불리성이란 기업연령이 증가되면서 성숙기에 진입되면 사멸률이 오히려 단조상승(單調上昇)하는 경향을 가리킨다. 이것은 바로성장기의 기업이 사멸률의 최고치에 도달한 이후, 연령의 증가에 따라 사멸률이 단조하강하는 것을 말한다. 그러나 기업의 연령이 진일보 증가하여 성숙기에 진입하면, 사멸률은 단조상승(單調上昇)하는 현상이 나타날 것이다. 성숙기의 생존불리성 때문에 기업의 사멸률은 U형의 변화특징을 나타낼 것이다.
배런(David N. Barron), 웨스트(Elizabeth West)와 해넌과 해넌과 프리먼 관점으로부터 보면, 성숙기의 생존불리성을 초래하는 주요 원인은 두 가지 있다.
- 첫 번째는 기업의 구조적 관성(structural inertia)이다. 기업연령이 증가되고 기업내부의 규정제도가 부단히 정규화 되면서, 기업관성이 증가되는데 이는 외부환경변화에 대한 반응과 조정 능력이 하강하게 되면서 생존의 불리성을 유발한다.

- 두 번째는 고액의 간접원가(overhead cost)이다. 기업의 구조적 관성 형성원인은 내적요소뿐만 아니라 외적요소도 포함하고 있다.

내적요소로는 ① 법률 혹은 정책에 의해 형성된 장벽의 진입 혹은 사멸 ② 기업 외부의 정보를 얻는 것과 정보통을 만드는데 어려움을 겪는 것 ③ 기업이 처해있는 환경과 사회정당성 이러한 것들은 기업자원의 정상적인 유동과 취득에 영향을 미치는데, 변혁과정에서 기업이 뛰어넘을 수 없는 난제가 바로 어떻게 새로운 정당성을 만들고 보존하는 것이다.
외적요소는 주로 ① 기업의 설비, 공장 및 인원 등 측면의 투자는 보통 이동성을 가지고 있지 않기에 매몰비용이다.  ② 기업 책략이 의뢰하는 내외부 소식은 불확정성과 불완비성을 가지고 있기에 조직구조조정에 제한이 존재하게 된다. ③ 구조조정은 기업내부의 역할과 자원의 새로운 분배를 유발하기에 기존의 균형관계를 파괴하고 내부기구와 구성원사이의 대항을 쉽게 일으킴으로써 기업변혁을 저해하고 변혁의 효율을 낮춘다. ④ 기존의 경험을 토대로, 기업은 이미 내부에 여러 공동의식과 관리 규범 그리고 관례(routine)를 형성하였다. 변혁과정에서, 이전의 응당하다고 여겼던 규범이 도전을 받게 되는데 이는 정당성 및 규범의 새로운 인정과 확립에 있어 더욱 많은 난관에 부딪치게 할 것이다.

## 조직에 대한 진화적 접근
조직생태학은 경제학의 진화적 이론과 유용하게 비교될 수 있다.
해넌과 프리먼은 또한 생물학적 생태학과 경제 진화론이 그들의 인구 생태학 모델로 미치는 영향을 주목한다.
이러한 문헌들 간의 주요 유사점은:
(1) 조직 루틴과 조직 적응력의 한계에 대한 강조, (2) 인구 혹은 시스템 분석 규모, 그리고 (3) 환경 선택의 중요성이다. 조직 생태학의 관점은 다윈 주의적이다
반면 넬슨(Richard R. Nelson, 1930년 ~ )과 윈터(Sidney G. Winter, 1935년 ~ )는 라마르크 학설(환경의 적응한 결과인 획득형질 또한 유전가능하다는 학설)의 관점에 더 가깝다. 고민해 봐야할 또 다른 중요한 차이점은 환경에 의해 선택되는 것은 무엇인지에 대해서와 ‘조직 형태’란 조직생태학 관점에서의 조직 형태인가 아니면 진화학적 경제학의 일상에서 다루어지는 조직 형태인지에 대해서이다.
조엘(Joel A.C. Baum)과 아르연(네덜란드어: Arjen van Witteloostuijn)과 같은 저자는 이 두 가지 연구 사이의 상호 수정의 잠재성에 대해 논쟁 해왔다.
사회는 거대한 스케일의 진화와 조직 네트워크 간 네트워크를 형성한다는 것을 브라하(Braha) 등이 제시하였다. 그는 기업 간 인지되는 대규모 경쟁적인 네트워크를 재생산하는 미시 동력 모델을 제안한다. 조직 네트워크에 대한 몇 가지 진화적 메커니즘이 인식되었다 : 기업의 공간적 위치는 인구 밀도와 상관관계가 있다. 기업의 공간적 위치는 인구 밀도에 긍정적으로 연관이 되어있고 기업 간 상호 경쟁은 축적되어온 유리한 규칙과 지리적인 거리에 의해 좌우된다. 그리고 경쟁 네트워크 형성과 회사 규모의 역동성과도 밀접하게 얽혀 있다.
조직군의 형태와 그 존재 및 소멸 이유를 외부환경의 선택이라는 관점에서 설명하고자 하는 조직군생태학 이론은 조직구조에 일단 변이(variation)가 발생하면, 환경과의 적합도 수준에 따라 환경적소(environmental niche)로부터 도태되거나 선택(selection)되며, 그 환경 속에서 제도화되어 보존(retention)된다고 설명한다.
변이는 조직변동이 나타나는 첫 번째 단계이다.  조직생태학에서는 계획적이든 비계획적이든 변이의 원천 그 자체에는 별로 관심을 두지 않는다.  여기에서 변이에 대한 관심은 어디까지나 자연, 즉 환경이 선택이 이루어지는 대상으로서 국한된다.
일반적으로 두 종류의 변이가 있는데, 우선 새로운 조직군이 출현하여 기존의 조직군에 유입되면서 이루어지는 전체조직군의 등장과 쇠퇴로서 특정되는 변이이다.  이것은 환경의 선택기준이 변화하고 기존의 보존기제가 붕괴되면서 새로운 조직이 출현함으로써 야기되는 변이이다.  두 번째 변이는 주로 조직성장에 의한 것으로 조직규모가 증대하고 복잡성이 증대하면서 나타나는 조직형태상의 부분적인 변형이다.
선택은 일단 조직군에서 새로운 조직이 출현하거나 또는 조직형태상의 변이가 나타난 다음 단계의 과정이다. 조직군생태학이론의 또 다른 이름인 자연선택이론이라는 명칭에서 드러나듯이 선택은 이 이론에서 가장 크게 관심을 두고 분석하는 과정이다.  조직군생태학이론은 변이의 원인에 대하여는 별로 관심을 두지 않는 반면, 선택과정에 대하여는 중점적으로 다룬다. 선택에 있어서의 주체는 시종일관 환경이다. 즉 선택은 환경에 의해 특정한 기준에 의해 이루어지며, 이 과정에 있어서 조직은 능동적인 행위자가 아니라 단지 환경에 의해 선택되는 대상이다.  선택단계에서 어떤 변이가 성공적으로 선택되고 어떤 것은 탈락되는가의 여부에 가장 결정적인 기준은 환경이다.  조직은 환경에의 적합성 여부에 따라 성공적으로 선택되어 생존하게 되거나 또는 도태되지 않기 위해서는 환경의 특성에 맞추는 방향으로 계속 변화를 하게 된다.
실제 이 이론에서는 조직이 부분적 변형을 통해 생존할 가능성은 지극히 제한적으로 그려진다. 변이와 마찬가지로 선택에 있어서도 조직군생태학이론가들은 전체로서의 조직에 대한 선택과 조직의 부분적 형태 변형을 통한 선택을 구분하는데,  이들이 우선적으로 관심을 두는 것은 조직 전체로서의 도태와 존속으로서의 선택이고, 조직의 부분적인 변형을 통한 선택에 대하여는 크게 비중을 두지 않는다.
보전은 환경에 의해 성공적으로 선택된 조직형태가 지속되고 계승되는 것이다.  선택단계에서 긍정적으로 선택된 반응들은 조직의 기억장치를 통해 보전되고, 복제되고, 재생산된다. 조직보전과 관련하여 조직군생태학 이론가들이 가장 중요하게 보는 기제는 교육이다.

## 조직생태학의 전략
조직생태학은 전략을 두 가지의 기준에 따라 나누고 있다. 우선 첫번째 기준은 사업영역의 문제로서, 전문화전략(specialism)은 좁은 활동영역을, 그리고 다각화전략(generailsm)은 상대적으로 넓은 활동영역을 가진다. 한편 두번째 기준인 자원활용전략은 기업이 새로운 시장기회에 얼마나 신속하게 대응하는가를 보여주는 것으로서 선발전략(early-entrant)과 후발전략(late-entrant)으로 나뉜다.
이를 결합시켜 4가지 조직전략이 나타날 수 있는데 선발전문화전략(ES), 선발다각화전략(EG), 후발전문화전략(LS), 후발다각화전략(LG)등이다. 이와 같은 전략 분류는 각각 Miles와 Snow의 전략분류를 일부 수정한 Entrepreneuer / Rospector / Depender / Analyzer 전략과 상응한다.
기존의 조직생태학 연구에서 이러한 전략유형을 활용하였으나, 전략의 변화가 발생하지 않는다고 가정하였기 때문에 전략변화가 조직사멸에 어떠한 영향을 미치게 되는가를 연구하지 못하였다. 그리고 특정 환경 여건 하에서 유리한 조직전략에 대한 연구는 있었으나, 이 역시 조직전략의 변화 가능성을 고려해서 연구한 것은 아니었다. 최근 케첸(David J. Ketchen), 토마스(James B. Thomas)와 스노우(Charles C. Snow, 1945년 4월 9일 ~ )의 연구에서는 향후 이러한 전략의 변화 가능성을 열어두고 이에 따른 성과차이를 연구할 필요가 있다고 제기한 바 있다.
전략변화는 그 자체가 구조적 관성에 의해 제약될 뿐만 아니라, 위험을 수반하기 때문에 전략변화의 방향에 주목할 필요가 있다. 조직과 환경간의 적합성이라는 조건이 전략변화의 발생정도와 변화방향에 영향을 미칠 것이다. 그리고 전략 변화의 결과 역시 전략변화의 내용과 환경 간의 적합관계에 의해 영향을 받을 것이다.

## 같이 보기
- 제한된 합리성
- 조직행동